# Shichida Ichirō
Shichida Ichirō (japanisch 七田一郎; * 20. November 1886 in der Präfektur Saga; † 4. April 1957) war ein japanischer Offizier und zuletzt Generalleutnant der Kaiserlichen Armee, der während des Zweiten Weltkrieges unter anderem im Zweiten Japanisch-Chinesischen Krieg 1943 Oberbefehlshaber der 2. Armee (Dai-ni-gun) in der Mandschurei sowie zuletzt 1945 Oberbefehlshaber der 56. Armee (Dai-gojū-roku-gun) war.

## Leben
Shichida Ichirō absolvierte eine Offiziersausbildung an der Heeresoffizierschule (Rikugun Shikan Gakkō), die er im Mai 1908 abschloss. Daraufhin trat er in die Kaiserlichen Armee (Dai-Nippon Teikoku Rikugun) ein und fand in der Folgezeit zahlreiche Verwendungen als Offizier. Später war er auch Absolvent der Heereshochschule (Rikugun Daigakkō) und schloss diese im November 1919 ab. Nach verschiedenen weiteren Verwendungen als Offizier und Stabsoffizier war er zwischen dem 1. August 1929 und dem 8. August 1932 Leitender Stabsoffizier im Referat für Zuordnungen im Personalbüro des Heeresministeriums (Rikugun-shō). Nachdem er am 8. August 1932 zum Oberst (taisa) befördert worden war, war er vom 8. August 1932 bis zum 1. August 1933 erst Kommandeur des 22. Infanterieregiments sowie anschließend zwischen dem 1. August 1933 und dem 1. März 1933 Chef des 2. Referats des Generalinspektorats für militärische Ausbildung.
Am 1. März 1937 wurde Shichida zum Generalmajor (shōshō) befördert und war daraufhin vom 1. März bis zum 1. November 1937 Kommandeur der 24. Infanteriebrigade sowie daraufhin zwischen dem 1. November 1937 und dem 7. September 1938 stellvertretender Kommandant der Heeresoffizierschule. Nach seiner Beförderung zum Generalleutnant (chūjō) am 1. August 1939 übernahm er zwischen dem 7. September 1939 und dem 10. April 1941 den Posten als Kommandeur der 20. Division (Dai-nijū Shidan), der sogenannten „Morgen-Division“ (Asa-heidan). Nachdem er vom 10. April 1941 bis zum 2. März 1942 Kommandant der Militärischen Vorbereitungsschule war, wurde er am 2. März 1942 Nachfolger von Generalleutnant Amakasu Jūtarō als Oberbefehlshaber der Garnisonsarmee Mongolei (Chūmōgun) und hatte dieses Kommando bis zu seiner Ablösung durch Generalleutnant Kōzuki Yoshio am 28. Mai 1943 inne. Er selbst wiederum übernahm von Generalleutnant Kōzuki Yoshio im Zweiten Japanisch-Chinesischen Krieg am 28. Mai 1943 den Posten als Oberbefehlshaber der 2. Armee (Dai-ni-gun) in der Mandschurei. Dieses Kommando behielt er bis zum 29. Oktober 1943 und wurde daraufhin  von Generalleutnant Teshima Fusatarō abgelöst.
Nach weiteren Verwendungen war Generalleutnant Shichida Ichirō zwischen dem 23. März 1944 und dem 14. April 1945 Kommandant der Heeresschule in Toyama (Rikugun toyama gakkō) sowie zugleich vom 26. Juni bis zum 31. Oktober 1944 Kommandant der Wissenschaftlichen Schule des Heeres. Zuletzt wurde er am 15. April 1945 Oberbefehlshaber der 56. Armee (Dai-gojū-roku-gun). Diese war in Erwartung einer alliierten Invasion der japanischen Hauptinseln und der vorgelagerten Inseln neu aufgestellt worden und hatte ihr Hauptquartier in Iizuka auf der drittgrößten Hauptinsel Kyūshū. Er behielt dieses Kommando bis zum 29. August 1945, wenige Tage vor der Kapitulation Japans am 2. September 1945.

## Weblink
- Shichida, Ichirō. In: The Generals of WWII (generals.dk). Abgerufen am 21. Juli 2023 (englisch).

| Personendaten    | Personendaten                                                          |
| ---------------- | ---------------------------------------------------------------------- |
| NAME             | Shichida Ichirō                                                        |
| ALTERNATIVNAMEN  | 七田一郎 (japanisch)                                                   |
| KURZBESCHREIBUNG | japanischer Offizier, Generalleutnant der Kaiserlich-Japanischen Armee |
| GEBURTSDATUM     | 20. November 1886                                                      |
| GEBURTSORT       | Präfektur Saga                                                         |
| STERBEDATUM      | 4. April 1957                                                          |